# Sin (Marvel Comics)
Sin, il cui vero nome è Synthia Schmidt, è un personaggio dei fumetti, creato da J.M. DeMatteis (testi) e Paul Neary (disegni) nel 1984, pubblicato dalla Marvel Comics. La sua prima apparizione è in Captain America (prima serie) n. 290.
È una supercriminale, figlia del Teschio Rosso. È conosciuta anche come Madre Superiora, Sorella Peccato, Erica Holstein.

## Biografia del personaggio
Cercando un erede, il Teschio Rosso ebbe una figlia da una donna delle pulizie. La donna morì di parto e il Teschio Rosso ebbe una figlia, alla quale fu dato il nome di Synthia, cresciuta da una balia di nome Susan Scarbo. Dopo averla indottrinata, il Teschio la fece invecchiare in modo accelerato fino a che non divenne adulta e le diede poteri superumani.
Come Madre Superiora, Synthia divenne la leader di un gruppo chiamato le Sorelle del Peccato; ragazze orfane che erano invecchiate in modo accelerato fino all'età adulta e alle quali furono dati i poteri dal Teschio, dopo essere state indottrinate da Synthia. Le Sorelle del Peccato ebbero molti scontri con la nemesi del Teschio Capitan America, prima di essere ringiovanite in una camera progettata per invertire il processo di invecchiamento del Teschio mentre attaccavano Capitan America - che aveva a sua volta subito un invecchiamento accelerato a causa del Teschio - il Capitano usò la camera, le sorelle vennero riportate all'infanzia e il capitano alla normalità. Sin, avrebbe più tardi affermato che era stata ringiovanita ad una età errata - ma se questo sia vero e in che direzione sia avvenuto l'errore, non è chiaro.
Più tardi, la balia di Synthia, Susan Scarbo (che si faceva chiamare Madre Notte), ricostituì le Sorelle del Peccato e divenne la loro nuova leader, mentre la ringiovanita Synthia prese il nome di Sorella Peccato.
In seguito fu catturata dallo S.H.I.E.L.D. e portata nel loro istituto di rieducazione, dove tentarono di riprogrammarla per farne una "normale ragazza americana" e le diedero false memorie adatte allo scopo. In seguito, il Teschio Rosso venne assassinato e uno dei suoi agenti, Crossbones, irruppe nella struttura e rapì Synthia. Crossbones torturò Synthia per distruggere il condizionamento dello S.H.I.E.L.D. Dopo aver avuto successo, iniziò una relazione con lui, e - con Synthia che adesso si faceva chiamare solo Sin - i due iniziarono una lunga serie di omicidi.
Dopo che il Soldato d'Inverno (il redivivo Bucky) ha catturato Crossbones, reo di aver sparato a Capitan America, il Teschio ha messo Sin a capo della nuova Squadra dei serpenti, grazie ai quali Synthia è riuscita a liberare il suo uomo dalla prigione S.H.I.E.L.D. nella quale era stato rinchiuso.

### Capitan America: Rinato
Quando il nuovo Capitan America le impedisce di uccidere un senatore degli Stati Uniti d'America, Synthia viene rinchiusa in una prigione dello S.H.I.E.L.D., ma quando a capo dell'organizzazione arriva Norman Osborn (che la ribattezza H.A.M.M.E.R.) il neodirettore la fa interrogare, per scoprire l'identità del secondo cecchino che sparò a Capitan America. Sin tenta di fuggite, ma viene messa K.O. da Bullseye.
In seguito, Osborn fa liberare Sin e Crossbones dalle loro celle, con l'ordine di ritrovare il Teschio Rosso, affinché il nazista riesca ad impossessarsi del corpo di Cap e in seguito lavorare per lui, al comando dei suoi Vendicatori.
Con l'aiuto del Dottor Destino, il piano riesce ed il Teschio Rosso prende il controllo del corpo di Capitan America e quindi vola alla volta di Washington: una volta lì, Crossbones insieme a dei super-M.O.D.O.K affronta Ronin, la Vedova Nera, Hank Pym e Falcon, mentre Sin e suo padre combattono contro Bucky.
Successivamente, Steve Rogers riesce a tornare padrone del suo corpo e durante la battaglia finale il Teschio Rosso muore e Sin viene sfigurata da un'esplosione, che la rende "somigliante al proprio padre", secondo Norman Osborn.

### Fear Itself
Grazie all'aiuto del Barone Zemo, Sin riesce ad infiltrarsi nel nascondiglio segreto di suo padre, ottenendo un diario nel quale vi è scritto di una missione fatta durante la seconda guerra mondiale: Herr Schmidt, alla ricerca degli Asi, trovò in Antartide un martello magico, che però né lui né Hitler riuscirono a sollevare. Tale fatto viene giustificato da Sin per il fatto che suo padre non fosse così intenzionato ad usarlo con dovere, cosa che invece lei era decisa fermamente a fare. Seguendo la mappa tracciata negli scritti, trova la fantomatica Base Null in Antartide, nella quale è custodito il misterioso artefatto. Dopo aver sconfitto gli ultimi nazisti rimasti all'interno dell'edificio entra nella sala più interna, dove trova l'arma ancora intatta. Una scritta in runico è visibile sul manico. Dice esplicitamente che:
Sin non ha paura di mostrare la sua forza e spinta da un desiderio irrefrenabile di cambiare il mondo, riesce a sollevare l'arma, diventando il primo Valoroso del Serpente, divinità asgardiana rinchiusa nella Fossa delle Marianne da Odino. Sentendo la voce di suo "padre", Sin si dirige verso l'abisso oceanico, uccidendo alla fine diversi draghi, guardiani del portale mistico che conduce alla prigione di Cul. Questi le spiega che per essere al massimo delle forze e dominare il mondo ha bisogno di nutrirsi di paura, moltissima paura; l'unico modo per spaventare gran parte del globo consisterebbe secondo lui nell'evocare gli altri sette Valorosi tramite dei martelli magici, che richiama poco dopo dallo spazio. Mentre diversi supereroi e supercriminali vengono impossessati da tali artefatti, Sin prende il controllo di gran parte dei robot nazisti nascosti nella base segreta posta nel Sahara, grazie anche all'intervento del Serpente. Poche ore dopo, Washington e New York rimangono vittima di un'enorme guerra lampo, nella quale diversi eroi cercano di salvare più vite possibili, tipo Squirrel Girl e i Nuovi Vendicatori. Nel bel mezzo della battaglia, il Valoroso incontra Bucky nelle vesti di Capitan America, pronto a vendicarsi per il lavaggio mentale di cui era rimasto vittima non molto tempo prima, organizzato da Sin stessa, Teschio Rosso ed il Dottor Faustus. Dopo un veloce scontro, Bucky viene privato del braccio bionico e colpito a morte.
Con la sconfitta dell'aiutante di Cap, Skadi va a New York, non lontano da Yancy Street, dove incontra con suo grande piacere Steve Rogers, l'originale Capitan America. È pronta a sfidarlo, ma il Serpente arriva e da solo sconfigge diversi Vendicatori, rompendo addirittura l'indistruttibile scudo di vibranio della Sentinella della Libertà. In seguito, tuttavia, Thor riesce ad uccidere il Serpente e causa la disattivazione di tutti i martelli; Sin rimane così senza potere e sconfitta.
Reclutata dal D.A.O (il "dipartimento armamenti occulti" dell'HYDRA) recupera i martelli dei valorosi, presi in custodia da varie organizzazioni in tutto il mondo, con i quali risveglia l'ultimo "Dormiente" (un robot creato dal Serpente, simile al Distruttore di Odino). Fusasi completamente con esso inizia a devastare il mondo fronteggiando tutti gli eroi e riesce anche ad uccidere Valchiria. Tramite un'evocazione del Dr.strange, quest'ultima torna in vita e riesce a distruggere il dormiente. Ritornata nel proprio corpo, Sin diviene il leader del D.A.O mettendosi alla testa di un esercito di maghi, vampiri, demoni e mostri.

### Nuovissimo Universo Marvel
Dopo gli eventi di Secret Wars, Sin riappare con il suo volto normale e non più sfigurato; in più ha ripreso a collaborare con Crossbones e il padre, il Teschio Rosso, ora dotato dei poteri telepatici di Charles Xavier, all'interno della nuova incarnazione dell'HYDRA. Sin aiutò suo padre a recuperare una scatola nera, così come tutto il suo oro, dalla sua cassaforte in una banca a Bagalia, venendo quasi catturata dalla Squadra di Unità dei Vendicatori nel processo, se non dal Teschio Rosso, che usò le sue abilità telepatiche per travestirsi da Gambit, e per nascondere Sin e il contenuto della cassaforte da loro. 
Sin e il Teschio Rosso si nascosero in una stanza segreta sotterranea nella Villa dei Vendicatori, che non era più utilizzata dai Vendicatori ed era stata trasformata in un'attrazione turistica. La coppia fu quasi scoperta da Quicksilver e Deadpool della Divisione Unità dei Vendicatori, ma il Teschio Rosso utilizzò la sua telepatia per convincere gli eroi che la stanza era vuota. 
Sin in seguito portò suo padre a Pleasant Hill, una prigione travestita da piccola città dove le realtà dei criminali sarebbero state riscritte per trasformarli in persone comuni e impotenti, durante l'insurrezione di Zemo al fine di far usare al Teschio Rosso Kobik per riscrivere il passato di Steve Rogers, trasformandolo in un fedele agente dell'Hydra al suo servizio.

### Morte
Sin ha massacrato un gruppo di archeologi a Rügen, in Germania, per acquisire la maschera scavata di Erida, impregnandola del potere della Dea dell'Odio. Sin usò i suoi nuovi poteri sulla popolazione locale per spingerla a infuriarsi senza cervello, assorbendo il loro odio per potenziare se stessa, il che spinse i membri della Squadra di Risposta alle Emergenze dei Vendicatori (composta da Capitan America, Wasp, Photon e Shang-Chi) a teletrasportarsi immediatamente in Germania per fermarla. Dopo una lunga lotta, Photon distrusse la maschera di Sin speronandola alla velocità della luce con lo scudo di Capitan America, che ferì mortalmente Sin e liberò i civili dalla sua influenza. Mentre si disintegrava, Sin gongolava che l'odio sarebbe sempre vissuto e che sarebbe stata mandata tra le braccia di Erida prima di morire.

## Poteri e abilità
Come Madre Superiora, Sin possedeva una serie di abilità superumane che includevano telepatia, telecinesi, teletrasporto. Dopo essere ringiovanita, apparentemente perse completamente questi poteri - a differenza delle altre Sorelle del Peccato, i cui poteri furono ridotti, ma non eliminati, dal ringiovanimento. La ragione per questa differenza non è chiara. È un'esperta di armi da fuoco, esplosivi e nel combattimento corpo a corpo.
Nei panni di Skaði, mantiene ancora parte della sua coscienza, a differenza degli altri Valorosi che dominano l'ospite con il quale si sono materializzati. Tramite il suo martello, è riuscita ad inabissarsi nell'Oceano Pacifico, tranciare arti da supereroi, come accaduto con Bucky, ed emettere raggi energetici di altissima potenza.

## Altri media

### Cinema
Sin, rinominata Valentina de Santis, appare in Capitan America (1990).

### Videogiochi
Sin appare in:
- Marvel Avengers Alliance
- Captain America: The Winter Soldier - The Official Game
- Marvel Future Fight